# Legitymacja (dokument)
Legitymacja (z łac. legitimus – prawny, legalny, prawowity) – dokument potwierdzający tożsamość osoby oraz w zależności od podmiotu wydającego: miejsce pracy, zawód, przynależność do organizacji, ewentualnie również określone uprawnienia (np. zniżki). Legitymacja może potwierdzać również otrzymany order, odznaczenie lub wyróżnienie. Termin wprowadzony do języka polskiego z niemieckiego słowa legitimation. Dokument tego typu może funkcjonować również pod innymi nazwami (np. książeczka, karta).

## Legitymacje w Polsce
W Polsce legitymacje wydawane są na podstawie przepisów państwowych (ustaw i rozporządzeń), przez partie polityczne i stowarzyszenia (na podstawie ich statutów i przepisów wewnętrznych) oraz niektórych pracodawców (np. redakcje prasowe).
Przykładowymi legitymacjami są:
- legitymacja szkolna – dokument poświadczający fakt uczęszczania ucznia do szkoły oraz jego uprawnienia do korzystania ze zniżek ustawowych przy przejazdach środkami publicznego transportu kolejowego i autobusowego[3],
- legitymacja studencka (w tym elektroniczna legitymacja studencka) lub legitymacja doktorancka – dokument poświadczający status studenta oraz jego uprawnienia do korzystania ze zniżek ustawowych przy przejazdach środkami publicznego transportu kolejowego i autobusowego[4],
- legitymacja służbowa nauczyciela lub nauczyciela akademickiego – dokument potwierdzający zatrudnienie na stanowisku nauczyciela[5],
- legitymacja poselska – dokument wydawany posłom przez Marszałka Sejmu RP,
- legitymacja służbowa funkcjonariusza Agencji Wywiadu[6],
- legitymacja służbowa funkcjonariusza Agencji Bezpieczeństwa Wewnętrznego[7],
- legitymacja prasowa,
- legitymacja ubezpieczeniowa – dokument potwierdzający uprawnienie ubezpieczeń społecznych, przede wszystkim ubezpieczenia zdrowotnego,
- legitymacja emeryta-rencisty – dokument wydawany przez właściwy organ Zakładu Ubezpieczeń Społecznych, Kasy Rolniczego Ubezpieczenia Społecznego, Wojskowego Biura Emerytalnego, Zakładu Emerytalno-Rentowego Ministerstwa Spraw Wewnętrznych i Administracji lub Biura Emerytalnego Służby Więziennej. Jej odpowiednikem dla sędziów Trybunału Konstytucyjnego, sędziów wymiaru sprawiedliwości oraz prokuratorów jest legitymacja sędziego Trybunału Konstytucyjnego/sędziego/prokuratora w stanie spoczynku, wydawana odpowiednio przez TK albo odpowiedni organ wymiaru sprawiedliwości lub prokuratury,
- legitymacja osoby niepełnosprawnej – dokument wydawany przez powiatowy (miejski) zespół ds. orzekania o niepełnosprawności.

Wzór legitymacji związanej z nadaniem orderu lub odznaczenia określa rozporządzenie Prezydenta Rzeczypospolitej Polskiej z dnia 15 grudnia 2004 r. w sprawie szczegółowego trybu postępowania w sprawach o nadanie orderów i odznaczeń oraz wzorów odpowiednich dokumentów.
Przykładowymi legitymacjami wydawanymi przez stowarzyszenia są:
- legitymacja Stowarzyszenia Wikimedia Polska[9],
- legitymacja Polskiego Towarzystwa Turystyczno-Krajoznawczego – będąca jednocześnie kartą rabatową[10],
- legitymacja Polskiego Towarzystwa Schronisk Młodzieżowych – będąca jednocześnie podstawą do udzielania zniżek za noclegi w schroniskach młodzieżowych[11].

## Forma legitymacji
Legitymacja może mieć formę papierowej książeczki, czasami w twardej oprawie pokrytej płótnem, skajem lub skórą, albo plastikowej karty z wbudowanym chipem lub bez. Często zawiera wydrukowane lub wklejone zdjęcie posiadacza tzw. zdjęcie legitymacyjne (portretowe), na którym umieszcza się okrągłą pieczęć. Legitymacja może być wydawana bezterminowo lub z określonym terminem ważności, czasami przedłużanym stosowną adnotacją, wklejeniem znaczka lub hologramu.

## Galeria

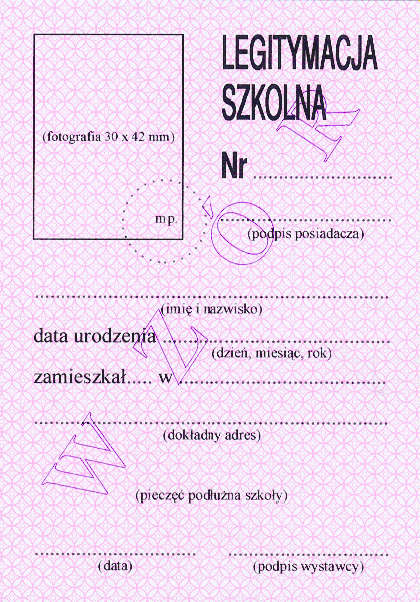
Legitymacja szkolna (od 2007)
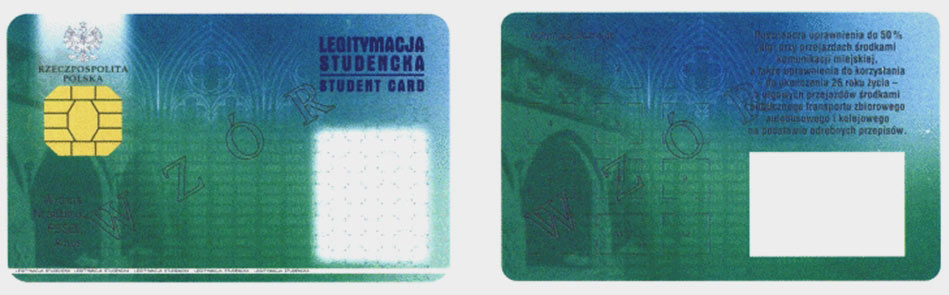
Elektroniczna legitymacja studencka (od 2007)
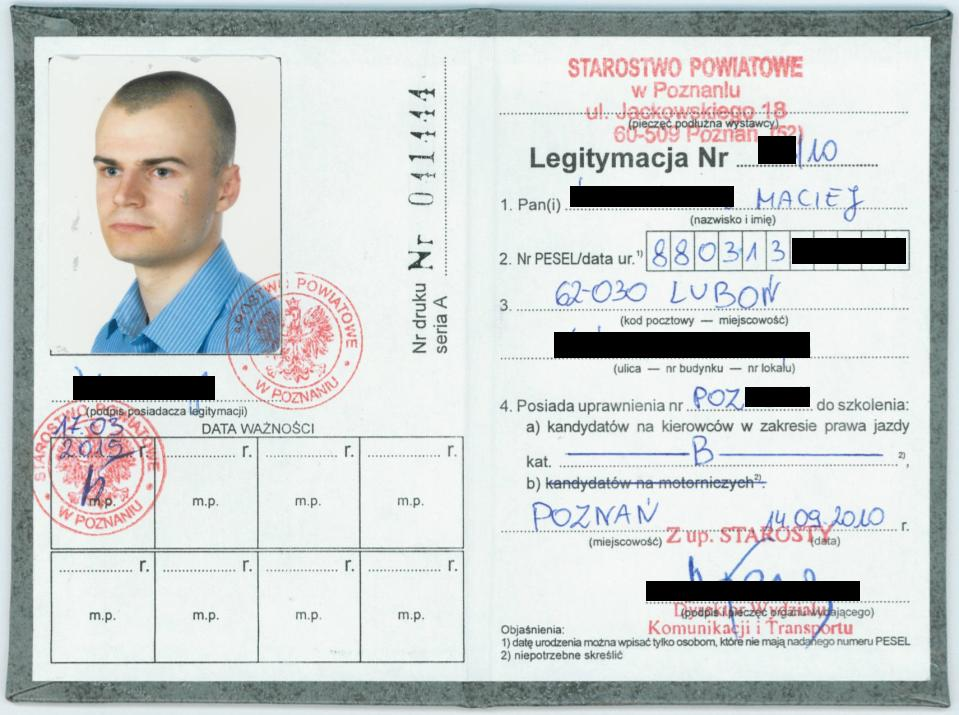
Legitymacja instruktora nauki jazdy (2010)
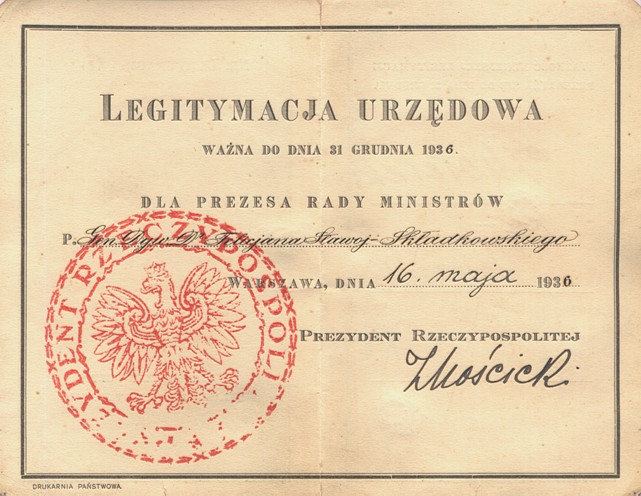
Legitymacja urzędowa Prezesa Rady Ministrów (1936)
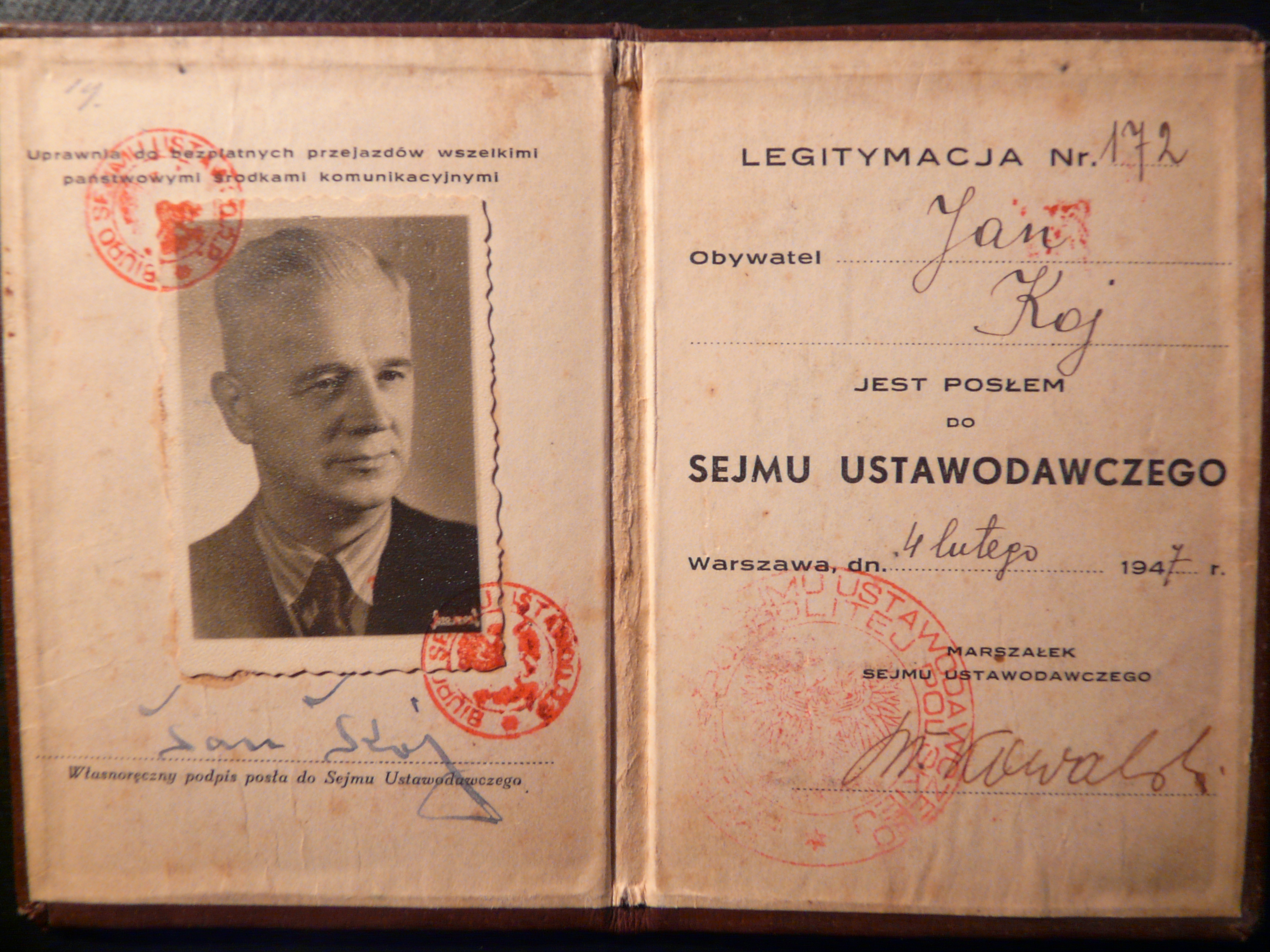
Legitymacja poselska posła na Sejm Ustawodawczy 1947–1952
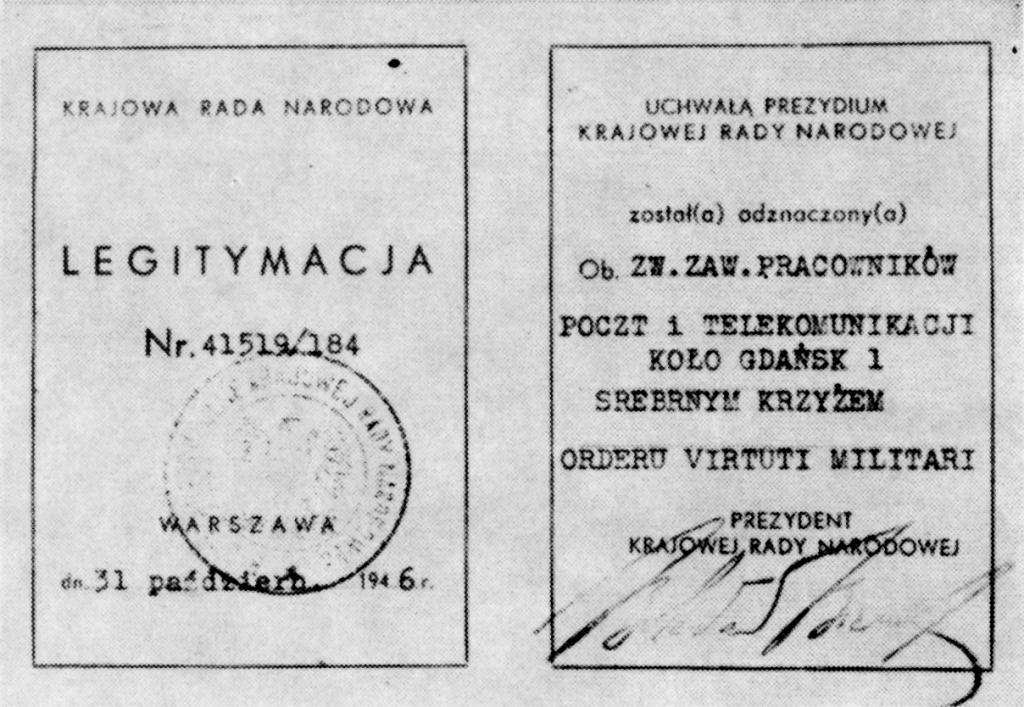
Legitymacja Orderu Virtuti Militari (1946)
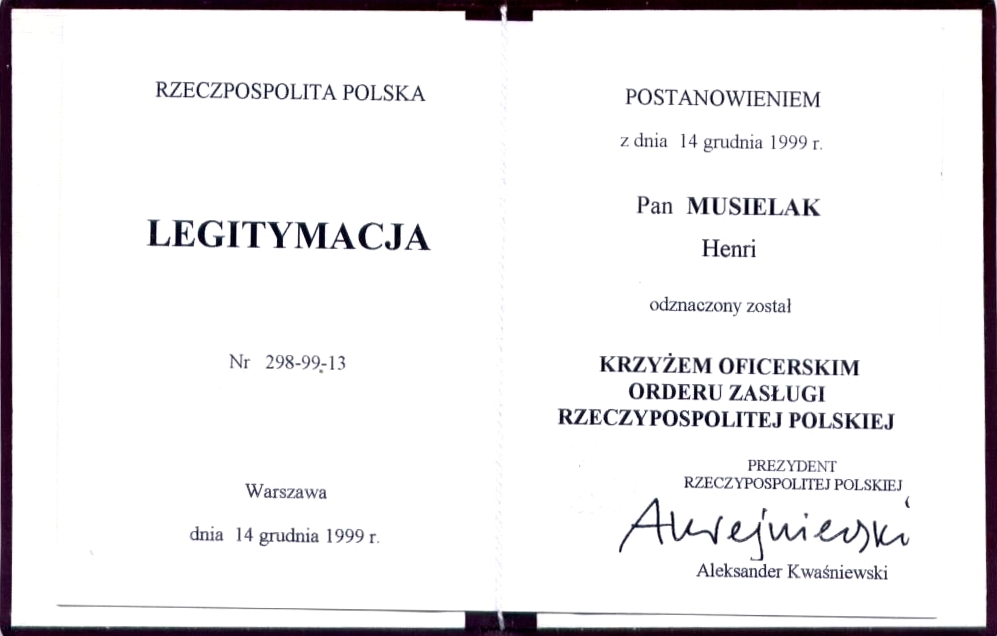
Legitymacja Krzyża Oficerskiego Orderu Zasługi Rzeczypospolitej Polskiej (1999)
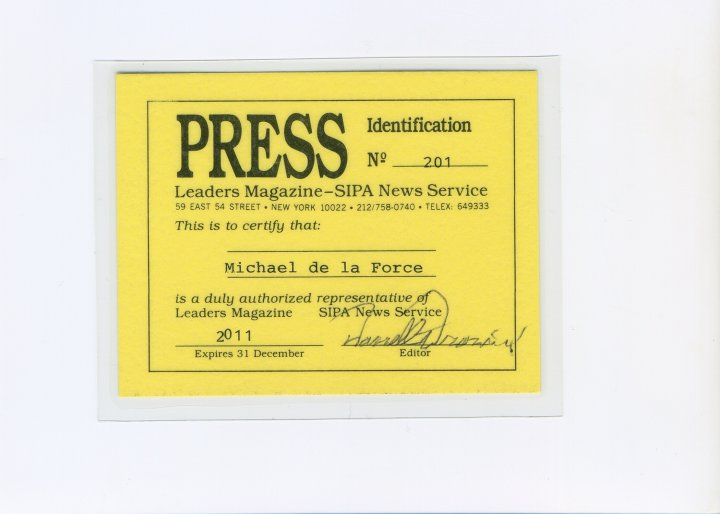
Legitymacja prasowa (USA, 2011)